# 群馬県道350号新桐生停車場線

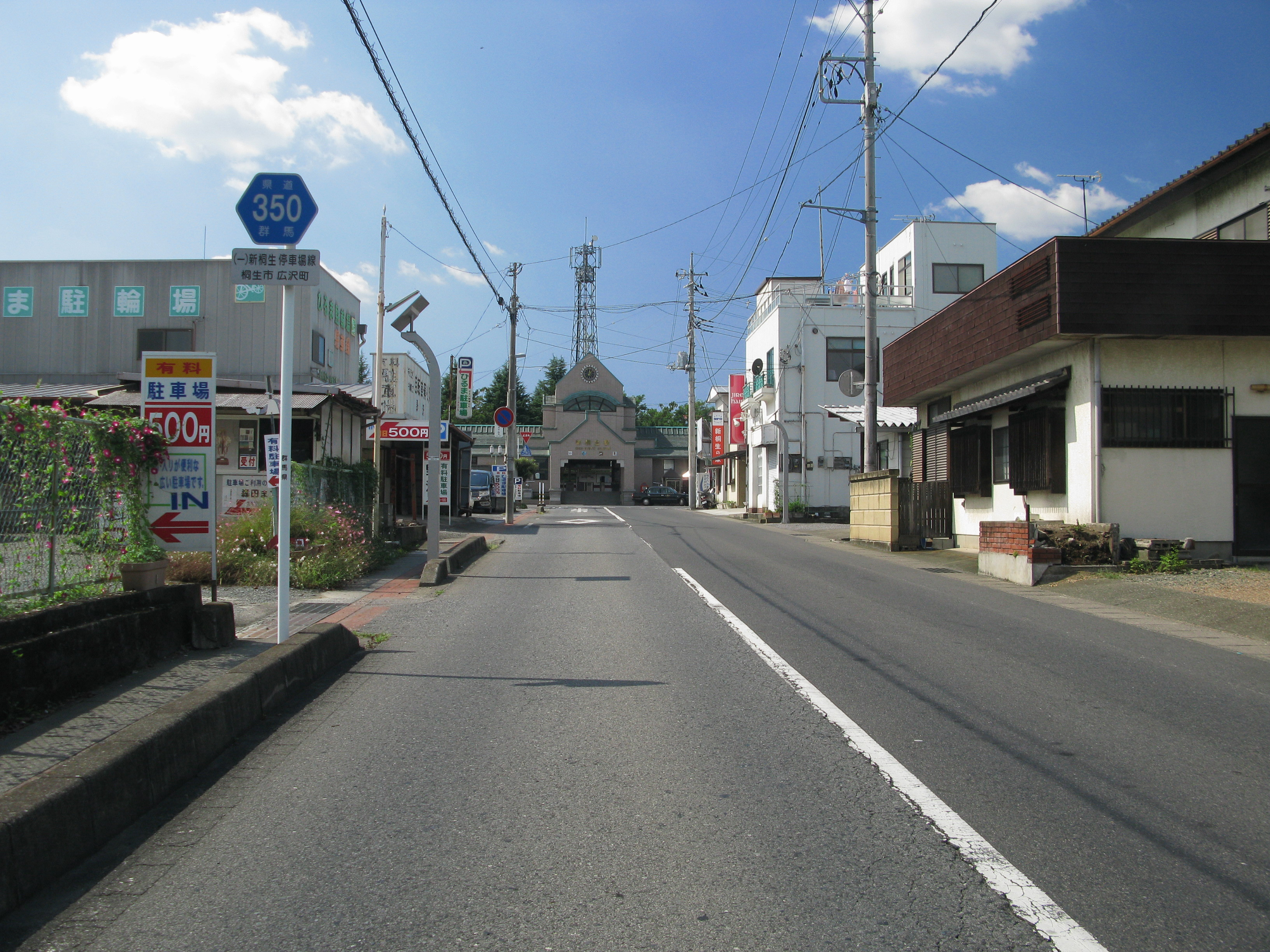
群馬県道350号新桐生停車場線（2012年9月）

群馬県道350号桐生停車場線（ぐんまけんどう 350ごう しんきりゅうていしゃじょうせん）は群馬県桐生市広沢町2丁目の東武鉄道桐生線新桐生駅前から群馬県道68号桐生伊勢崎線に至る一般県道である。

## 路線データ
- 起点：新桐生停車場[1]
- 終点：桐生市広沢町二丁目（群馬県道68号桐生伊勢崎線交点〈新桐生駅前交差点〉）[1]

## 歴史
- 1959年（昭和34年）9月18日：群馬県より現・道路法に基づき、県道新桐生停車場線（新桐生停車場 - 県道桐生伊勢崎線交点〈桐生市広沢町〉、整理番号99）が路線認定される[2]。
  - 同日、前身路線にあたる桐生新桐生停車場線（桐生市 - 同市 新桐生停車場、整理番号128）が路線廃止される[3]。

## 交差する道路
- 群馬県道68号桐生伊勢崎線 - 終点